# Bukhara Challenger 2008
Il Bukhara Challenger 2008 è stato un torneo di tennis facente parte della categoria ATP Challenger Series nell'ambito dell'ATP Challenger Series 2008. Il torneo si è giocato a Bukhara in Uzbekistan dall'11 al 17 agosto 2008 su campi in cemento e aveva un montepremi di $35 000+H.

## Vincitori

### Singolare
Denis Istomin ha battuto in finale  Illja Marčenko con il punteggio di 4–6, 6–1, 6–4

### Doppio
Pavel Chekhov /  Michail Elgin hanno battuto in finale  Łukasz Kubot /  Oliver Marach con il punteggio di 7–6(2), 6–1